# 熱沃當怪獸
热沃当怪兽（法語：La Bête du Gévaudan；國際音標：[la bɛːt dy ʒevodɑ̃]）指的是1764年至1767年間出現在法蘭西王國原先的省熱沃當（現洛澤爾省和上盧瓦爾省的一部份）馬爾熱里德山的狼型食人野獸。最早的狼人被银弹給射殺的来源可能是「热沃当怪兽」这一类大型狼种。它们凶悍无比並且经常为祸人们。據當時的目擊者聲稱，熱沃當野獸有著巨大的尾巴和鋒利的牙齒，此外也有人聲稱他們發現這野獸即使被槍命中也不會死去。
遭其杀害的人喉嚨被撕開，其狀甚慘。法國國王路易十五世爲了獵殺熱沃當野獸而耗費了大量人力物力，法國軍人、普通市民和獵人都參與到了熱沃當野獸獵殺行動中。最後，是由猎人約翰·加斯丹（Jean Chastel）於1767年6月19日，以受過神父賜福的銀彈在聖達維殺了這頭野獸。這也是第一件有歷史文獻記載，以銀彈獵殺狼人的事件。約翰·加斯丹於兩個月後帶著這頭野獸覲見路易十五世，最後這匹野獸被埋葬在凡爾賽宮後院，但由於屍體這時都已腐爛，故路易十五世並未見到熱沃當野獸的真實樣貌。
根據不同來源，熱沃當野獸事件的遇難人數也有所變化。1987年的一份研究指出共有210件熱沃當野獸襲擊案件，其中113人死亡，49人受傷。被殺死的113人中98人的屍體都被吃掉了一部份。但也有的研究認為熱沃當野獸殺死了60至100人，并造成至少30人受傷。
现代理论认为这是加斯丹自导自演的杀人闹剧。他从非洲买来一只斑鬣狗并将其驯化，指使其去袭击村民，之后将其唤来杀死（银子弹并不适合远距离击杀目标，因为太重，弹道不稳，所以这是唯一的可能），企图获取奖赏，然而由于尸体腐烂而未能达成目的。

## 外部連結
- A comprehensive history on the Beast of Gévaudan （页面存档备份，存于）
- Robert Darnton, The Wolf Man’s Revenge （页面存档备份，存于）, The New York Review of Books, June 9, 2011; review of Monsters of the Gévaudan: The Making of a Beast by Jay M. Smith（Harvard University Press, 2011）。